# دوبتة
الدوبتَّة هو وشاح يشبه الشال وهو ضروري للعديد من الملابس النسائية (التي تتطابق عادة مع الملابس) من شبه القارة الهندية. الأكثر شيوعًا هو استخدام الدوبتة جزء من زي السراويل والقمصان الهندية للمرأة وترتديه على الكورتا والغارارا، ولكنه في الأصل جزء من زي منغاغرا كولي. طالما كان الدوبتة رمزا للحياء في الثياب في شبه القارة الهندية لأن غرضه الرئيسي هو الحجاب. في الآونة الأخيرة، بات لباسه من قبل الرجال على الكورتا أو الشيرواني أمرًا شائعًا.

## التاريخ والأصل

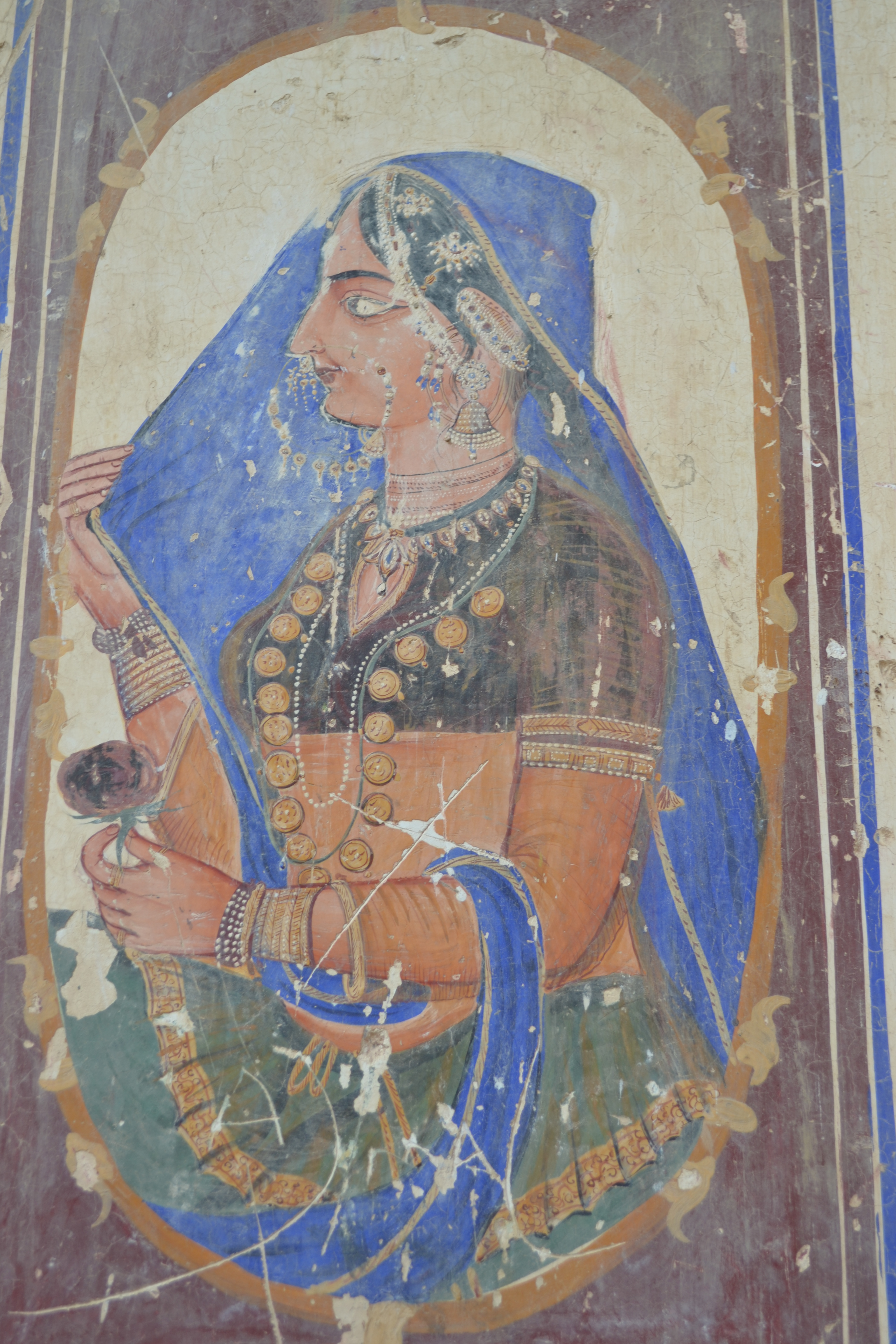

كلمة دوبتة هي مزيج من «دو» بمعنى اثنين، «بتة» تعني شريط من القماش، في الأصل من اللغة السنسكريتية. يمكن إرجاع الأدلة المبكرة عن الدوبتة إلى حضارة وادي الإندوس، حيث تُشير منحوتة الملك الكاهن الذي يغطي كتفه الأيسر بنوع من «الشدار»، إلى أن استخدام الدوبتة يعود إلى هذه الثقافة الهندية المبكرة. لدى الأداب السنسكريتية المبكرة مفردات واسعة من المصطلحات حول الحجاب والأوشحة التي تستخدمها النساء خلال الفترة القديمة، مثل افيجونتاناه بمعنى عباءة الحجاب، اوتيريا معنى حجاب الكتف، موكا باتا يعني وجه الحجاب، سيروباس ترا معنى حجاب الرأس. ويُعتقد أن الدوبتة تطورت من أوتارييا القديمة.

## الاستخدام

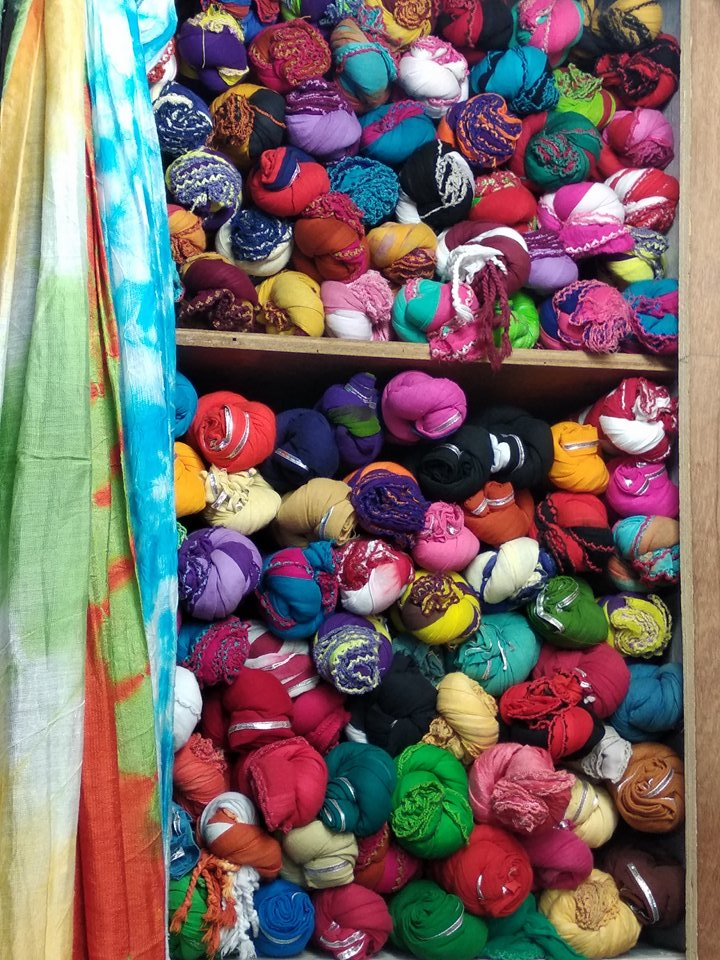
متجر دوبتة في دكا العاصمة البنغالية.

يتم ارتداء الدوبتة في العديد من الأنماط الإقليمية في جميع أنحاء شبه القارة الهندية. في الأصل، كان يتم ارتدائها كرمز للتواضع. في حين أن هذه الرمزية لا تزال مستمرة، إلا أن العديد منها اليوم يرتديها زينة زخرفي. لا توجد طريقة واحدة لارتداء الدوبتة، ومع تطور الزمن وتحديث الأزياء، تطور نمط الدوبتة أيضًا.
يُلبس الدوبتة عادةً على كل من الكتفين وحول الرأس. ومع ذلك، يمكن ارتداء الدوبتة حول كامل الجذع. وتختلف المادة المستخدمة في دوبتة وفقًا للبدلة (بحاجة لمصدر). هناك طرق مختلفة لارتداء الدوبتة فعندما لا تعلّق على الرأس كما في النمط التقليدي يتم ارتداؤه مع الجزء الأوسط من الدوبتة التي تثبّت على الصدر مثل الطوق مع وضع نهاياتها فوق كل كتف. عندما يتم ارتداء الدوبتة مع إزار شالور كوميز فإنه من المنصوح أن يتدفق إلى الأمام أوالخلف (بحاجة لمصدر). في الموضات الحالية، غالبًا ما تكون موضوعة على أكثر من كتف واحد أو فقط على الذراعين. وظهر نمط حديث آخر هي الدوبتة القصيرة، وهي عبارة عن وشاح أو غطاء، غالبًا ما يتم ارتداؤه مع ملابس كلباس الكورتا الذي يميّز الهنود الغربيين. في الأساس، غالبا ما يتم التعامل مع الدوبتة باعتباره ملحق في الأزياء الحضرية الحالية.
وعند دخول المسجد أو الكنيسة، الدورجا، الغوردوارا أو المعبد، تُغطي النساء رؤوسهنّ بالدوبتة لاحترام قدسية المكان.

## الطراز

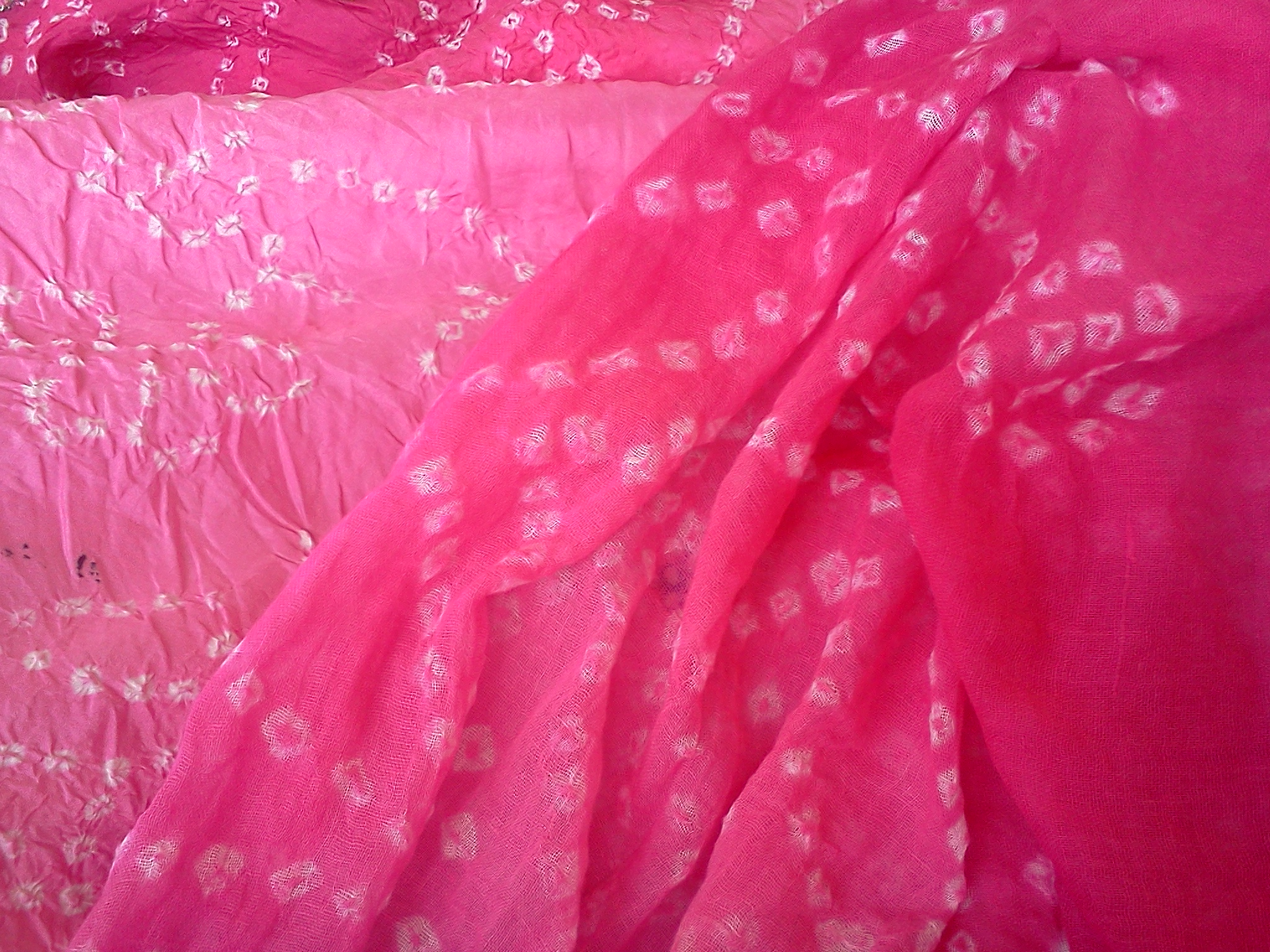
الدوبتة
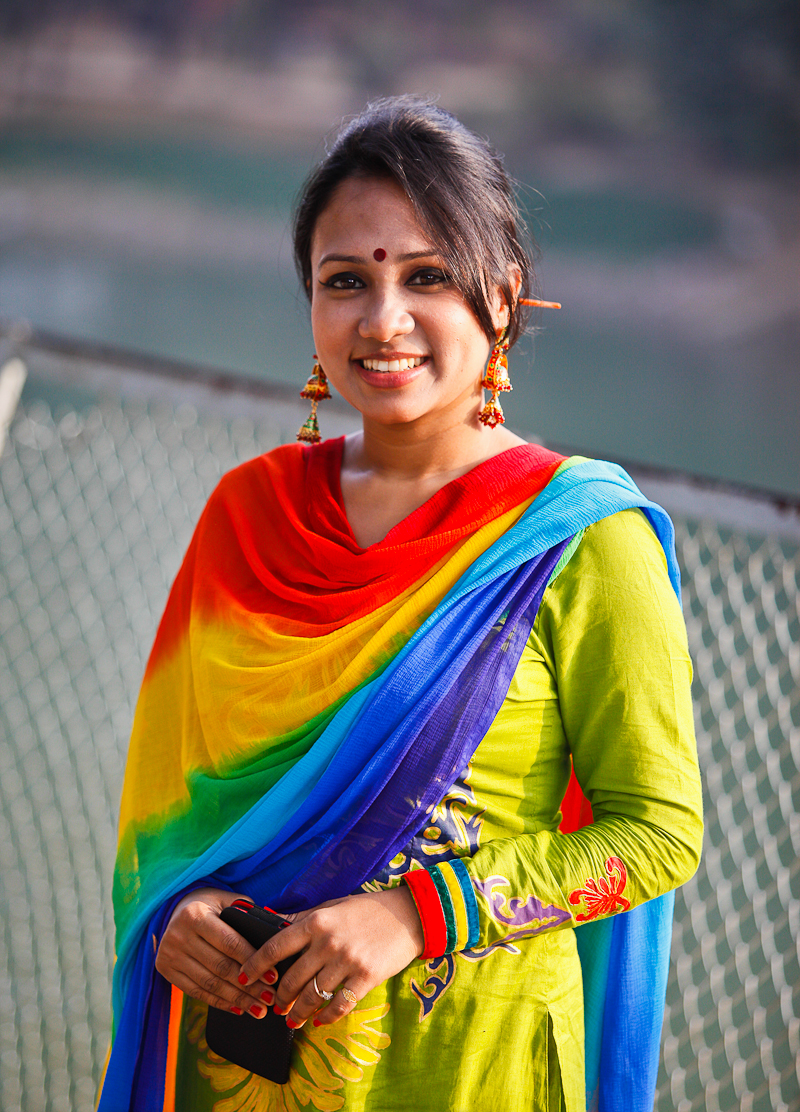
امرأة بنغلاديشية في نمط مختلف من الدوبتة
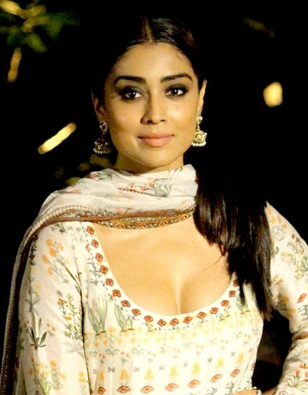
الممثلة الهندية شريّا ساران بأسلوب عصري من اللفّات المخرّمة على العنق، بينما ترتدي شالوار كاميز
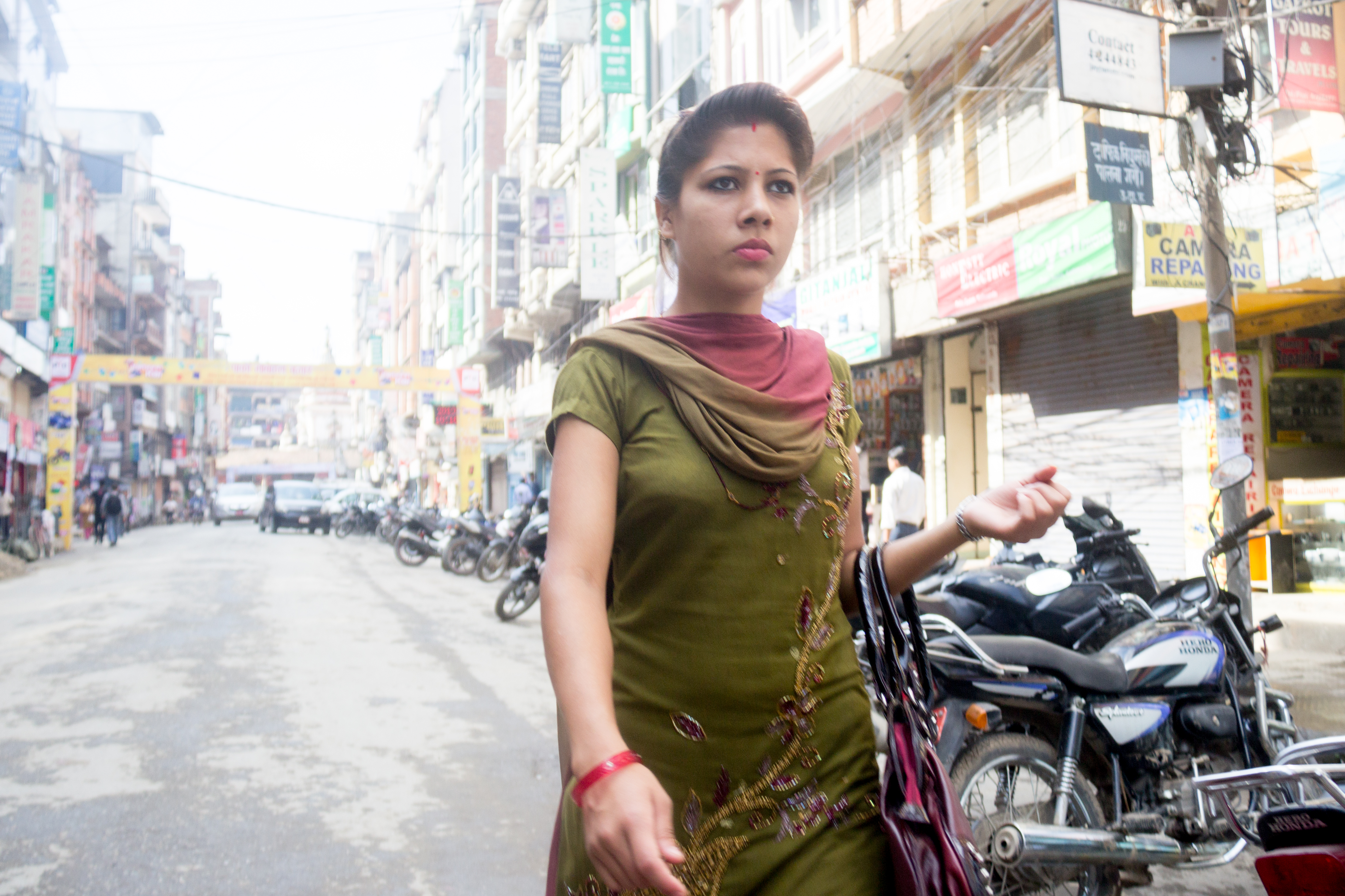
امرأة نيبالية في نمط حديث من الدوبتة على الرقبة.
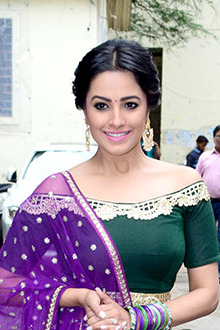
أنيتا حسناندياني ريدي
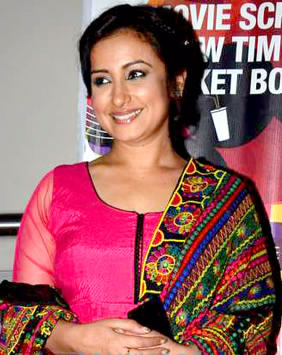
ديفيا دوتا مرتدية الدوبتة
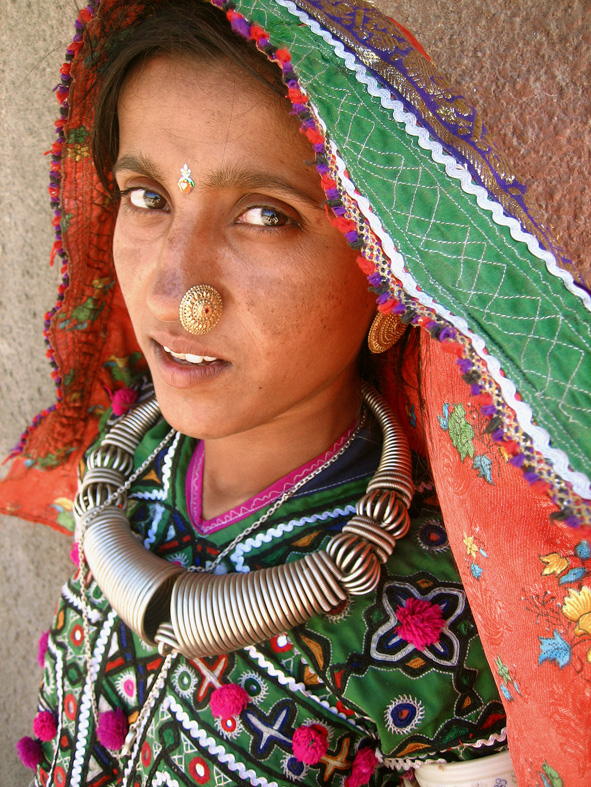
امرأة مغوالية مرتدية الدوبتة على رأسها
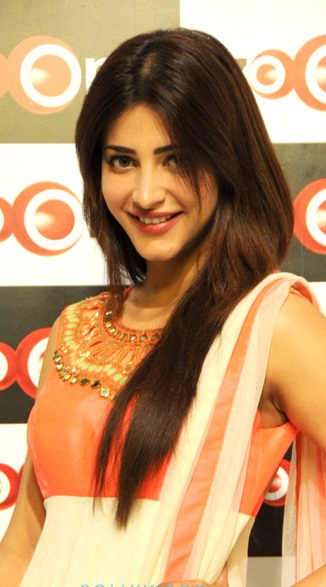
شروتي هاسان مرتدية الدوبتة كشكل من اشكال الموضة